# Life and Death in the Warehouse
Life and Death in the Warehouse é um telefilme de drama britânico de 2022, escrito por Helen Black e dirigido por Aysha Rafaele e Joseph Bullman.

## Sinopse
Numa tentativa desesperada de manter o seu novo emprego num armazém no País de Gales, Megan (Aimee-Ffion Edwards) pressiona uma colega grávida (Poppy Lee Friar) a aumentar a sua produtividade, colocando ela e o seu bebê em risco.

## Elenco
- Poppy Lee Friar como Alys
- Aimee-Ffion Edwards como Megan
- Aled ap Steffan como Devon
- Natalia Kostrzewa como Nadia
- Maja Laskowska como Karina
- Leon Charles como Craig
- Darren Evans como Ricky

## Produção
Helen Black conheceu Aysha Rafaele e Marco Crivellari nos estúdios da BBC, inicialmente desenvolvendo uma série de drama jurídico. Posteriormente, foi convidada para trabalhar em um drama factual com o diretor Joe Bullman, baseado em sua pesquisa sobre trabalhadores de armazéns.

## Recepção
Lucy Mangan do The Guardian deu ao filme quatro de cinco estrelas, elogiando a sua análise das condições de trabalho, comentando "O drama de Black faz isso perfeitamente, auxiliado por excelentes atuações (incluindo Aled ap Steffan como amigo, colega de trabalho e corajoso representante sindical de Alys, Devon). Abrange muito terreno sociopolítico sem esquecer de nos fazer preocupar com as pessoas – aqueles 1 milhão e aumentando – que estão sofrendo como seus soldados de infantaria". Anita Singh do The Telegraph também deu quatro de cinco estrelas, chamando-o de 'cortante'.

## Prêmios e indicações
| Ano  | Prêmio                        | Categoria                   | Indicado                        | Resultado |
| 2023 | 51º Emmy International Awards | Melhor Telefilme/Minissérie | Life and Death in the Warehouse | Indicado  |